# Fanny Hill (film)
Fanny Hill: Memoirs of a woman of pleasure is een ondeugend en licht erotisch kostuumdrama uit 2007, naar het gelijknamig boek "Fanny Hill" van de Britse schrijver John Cleland (1709–1789). De film speelt zich af in het Londen van de 18e eeuw.

## Het boek

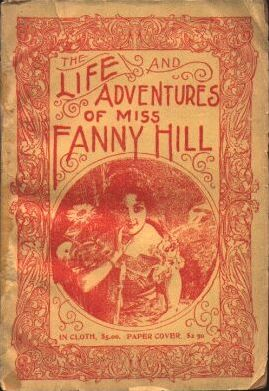
Het boek Fanny Hill (uitgave uit 1910).

In het 18e-eeuwse Engeland zorgde deze roman voor opschudding wegens de – voor die tijd – expliciete seksuele toon van het werk. Na de publicatie in twee delen, in resp. 1748 en 1749, werd de auteur samen met de uitgever beschuldigd van schending van de goede zeden. Tijdens het proces nam John Cleland afstand van zijn boek, maar dat mocht niet baten. Hij werd veroordeeld en zat opnieuw daar waar hij naar eigen zeggen het boek had geschreven: in de Londense gevangenis.

## Synopsis
Wanneer de jonge en onschuldige Fanny Hill haar ouders verliest tijdens de pokkenepidemie, besluit ze naar Londen te gaan, onder aandringen van haar ex-schoolvriendin Esther Davies. Zij belooft aan Fanny een avontuurlijk leven en financiële onafhankelijkheid, indien ze bereid is om de heren te dienen. 
Ze vindt werk bij de manipulatieve Mrs. Brown, die haar introduceert in de wereld van passie en seks. Fanny leert daar haar grote liefde Charles kennen. Wanneer hun verhouding aan het licht komt, verbant de vader van Charles hem naar de West Indies. 
Fanny blijft achter met hoge schulden en besluit uit geldnood de maîtresse van Mr. H. te worden. Ze kan zich echter niet aan hem geven en de jaloerse Mr. H. dumpt haar. Ontredderd leeft zij in de straten van Londen, tot zij een onbekende man in nood helpt. Deze man blijkt zeer gefortuneerd te zijn en beloont haar rijkelijk.
Fanny besluit haar onzedelijke leven achter zich te laten en op zoek te gaan naar haar grote liefde Charles.

## Rolverdeling
| Acteur           | Personage    |
| ---------------- | ------------ |
| Rebecca Night    | Fanny Hill   |
| Alex Robertson   | Charles      |
| Alison Steadman  | Mrs. Brown   |
| Hugo Speer       | Mr. H        |
| Samantha Bond    | Mrs. Coles   |
| Carli Norris     | Phoebe       |
| Joanna Miller    | Emma         |
| Richard Riddell  | William      |
| Philip Jackson   | Mr. Crofts   |
| Edward Hardwicke | Mr. Goodyear |

## Stijl
De film toont hoe een jonge dame in de 18e eeuw in een bordeel Londen terechtkomt en tracht te overleven. Thema's als bedrog, liefde, haat, passie, verdriet en rijk versus arm vinden een centrale plaats in deze film.

### Beeld en muziek
Gedurende de ganse film worden de personages bijna nooit in long shot gefilmd. De regisseur maakt bijna exclusief gebruik van  technieken tussen de medium shot en de big close-up. De regisseur speelt ook handig met de scherptediepte tijdens verschillende scènes om  nadruk te leggen op een bepaalde personage. 
In film krijgt het geluid een belangrijke plaats, vooral de erg romantische soundtrack trekt regelmatig de aandacht met sterke prestaties in de surround.

### Mise-en-scène
Regisseur James Hawes legt het verhaal van Fanny Hill vast door haar haar verhaal zelf te laten vertellen met een veelheid van pikante details en minder fraaie anekdotes die haar niet altijd in het beste daglicht stellen. 
Rebecca Night vertelt het verhaal van Fanny met zoveel overtuiging en plezier, met een air die verleiding en zelfbewustzijn uitstraalt, dat de toeschouwer aanvankelijk misschien een beetje verbouwereerd, maar altijd met een gevoel van heel veel sympathie voor haar persoon, toekijkt.

## Filmgeschiedenis
Meer dan 200 jaar  nadat John Cleland de erotische roman Fanny Hill - een zelfportret van een dame van plezier schreef, is het meerdere malen verfilmd: 
- Fanny Hill (USA/West Germany, 1964), starring Letícia Román, Miriam Hopkins, Ulli Lommel, Chris Howland; directed by Russ Meyer, Albert Zugsmith (uncredited)[2]
- The Notorious Daughter of Fanny Hill (USA, 1966), starring Stacy Walker, Ginger Hale; directed by Peter Perry (Arthur Stootsbury).[3]
- Fanny Hill (Sweden, 1968), starring Diana Kjær, Hans Ernback, Keve Hjelm, Oscar Ljung; directed by Mac Ahlberg[4]
- Fanny, Being the True History of the Adventures of Fanny Hackabout-Jones (1980) (a retelling of 'Fanny Hill' by Erica Jong purports to tell the story from Fanny's point of view, with Cleland as a character she complains fictionalized her life).
- Fanny Hill (West Germany/UK, 1983), starring Lisa Foster, Oliver Reed, Wilfrid Hyde-White, Shelley Winters; directed by Gerry O'Hara[5]
- Fanny Hill (USA, 1995), directed by Valentine Palmer.[6]
- Fanny Hill (Off-Broadway Musical, 2006), libretto and score by Ed Dixon, starring Nancy Anderson as Fanny.
- Fanny Hill (UK, 2007), written by Andrew Davies for the BBC and starring Rebecca Night.[7]